# 협박자 (1964년 영화)
"협박자"는 1964년 공개된 대한민국의 영화이다.

## 배역
- 최무룡
- 김지미
- 문정숙
- 최남현
- 박노식
- 전영주
- 이경희
- 이대엽
- 김진규
- 장혁